# John Sheridan
John Joseph Sheridan (Stretford, 1 oktober 1964) is een Iers voetbalcoach en voormalig voetballer die bij voorkeur als aanvallende middenvelder speelde. Tijdens een spelerscarrière van 23 jaar won hij de League Cup met Sheffield Wednesday in 1991. De meeste wedstrijden uit zijn loopbaan speelde hij voor Leeds United. Sheridan kwam 272 keer uit voor Leeds en scoorde 53 doelpunten in alle competities.
Sheridan is een 34-voudig Iers international en maakte vijf doelpunten.

## Clubcarrière

### Leeds United
Sheridan werd geboren in Stretford, in het graafschap Lancashire, en begon zijn loopbaan bij Manchester City in 1981. Sheridan kwam echter nauwelijks aan spelen toe en vertrok na een jaar naar Leeds United. Hij zou zijn carrière helemaal lanceren bij Leeds. Zijn beste seizoen bij de club was het seizoen 1986/1987, toen Leeds de halve finale van de FA Cup bereikte en vierde werd in de Second Division – de hoogste klassering sinds de degradatie uit de First Division in 1982. Sheridan scoorde 15 keer in de competitie. Met zijn prestaties wekte Sheridan de belangstelling van toenmalig subtopper Nottingham Forest, in die periode geleid door Brian Clough. Nottingham Forest won destijds twee keer de League Cup en dong een aantal keer lange tijd mee in de strijd om de FA Cup. Sheridan kon zich echter niet settelen bij Forest.

### Sheffield Wednesday
Sheridan verhuisde in 1989 naar Sheffield Wednesday. Hij vond er zijn goede vorm van bij Leeds terug. Sheridan won de League Cup met Sheffield Wednesday in 1991 onder manager Trevor Francis. In de finale tegen het Manchester United van Sir Alex Ferguson maakte Sheridan het enige doelpunt van de wedstrijd. Het was de enige trofee uit zijn professionele carrière. Sheridan verloor nog twee bekerfinales (de FA Cup- en de League Cup-finale) met Sheffield Wednesday in 1993. Beide finales werden verloren tegen het Arsenal van manager George Graham. Het verschil tussen beide teams was telkens niet groot. Na de finale van de FA Cup kwam er zelfs een replay aan te pas omdat de wedstrijd an sich op 1-1 was geëindigd. David Hirst forceerde de replay, maar Arsenal was met 2-1 te sterk. Sheridan speelde beide wedstrijden.

### Bolton Wanderers
Sheffield Wednesday leende hem uit aan Birmingham City in 1996, nadat hij wat minder mocht spelen onder manager David Pleat. Sheridan kon bij Birmingham City nooit opvallen. Sheffield Wednesday besloot hem daarom uit te lenen aan Bolton Wanderers. Sheridan scoorde drie keer uit zes wedstrijden, waardoor hij van de club mocht blijven. Bolton Wanderers betaalde £ 180.000 voor hem aan Sheffield Wednesday. In zijn eerste seizoen speelde hij regelmatig, maar nadien deemsterde hij weg. Sheridan verliet na twee seizoenen Bolton, dat in de Premier League uitkwam gedurende zijn periode bij de club. Hij kwam twaalf keer in actie tijdens het seizoen 1997/1998 en de club degradeerde tot overmaat van ramp naar de First Division.

### Latere carrière
Na een korte periode bij Doncaster Rovers sloot Sheridan zijn loopbaan af bij Oldham Athletic, waar hij 144 competitiewedstrijden speelde van 1998 tot 2004. Sheridan maakte 14 doelpunten voor Oldham in de Second Division, de Engelse derde klasse.

## Erelijst
| Competitie          |                     |                     |
| Competitie          | Aantal              | Jaren               |
| Sheffield Wednesday | Sheffield Wednesday | Sheffield Wednesday |
| ------------------- | ------------------- | ------------------- |
| League Cup          | 1×                  | 1990/91             |

## Interlandcarrière
Sheridan speelde 34 interlands voor Ierland, waarin hij 5 keer scoorde. Hij maakte als speler van Leeds United deel uit van de Ierse selectie op Euro 1988, dat doorging in de Bondsrepubliek Duitsland en dat door Nederland gewonnen werd. Sheridan kwam evenwel niet in actie op het eindtoernooi. Ierland werd uitgeschakeld na de groepsfase. Het land eindigde namelijk als derde in Groep 2, een poule met de Sovjet-Unie én Nederland. Ook Engeland zat in de groep met Ierland en moest ook naar huis. Daarnaast maakte hij deel uit van de selectie die voor het eerst deelnam aan een WK-eindronde, op het WK 1990 in Italië.
Ierland moest inpakken na de groepsfase, maar versloeg wel rivaal Engeland. Sheridan nam vier jaar later ook deel met Ierland in de Verenigde Staten.
In de Verenigde Staten werd Ierland uitgeschakeld door Nederland in de achtste finales.

## Trainerscarrière
Na zijn spelersloopbaan werd hij coach van Oldham. Sheridan trainde meerdere teams uit de English Football League, en was als trainer actief in verschillende gradaties onder de alleenstaande Premier League bij clubs als Fleetwood Town, Newport County, Plymouth Argyle, Notts County en Carlisle United. Sinds 9 januari 2019 was hij de coach van Chesterfield. Sheridan werd ontslagen op 2 januari 2020.